# Panaderia Casa deth Claueter
La Panaderia Casa deth Claueter és una obra d'Es Bòrdes (Vall d'Aran) inclosa a l'Inventari del Patrimoni Arquitectònic de Catalunya.

## Descripció
Casa d'estil popular. La façana, orientada a l'est, es disposa paral·lela a la carena (capièra). Igualment es disposa la balconada formada per balustres en fustes planes retallades que, per la seva forma, sembla que hagin volgut imitar la silueta dels balustres a torn. Es caracteritza per tenir l'estructura bàsicament en fusta. Sobresurt de la façana mantinguda per un embigat encastat a la paret. El paviment és de taulons de fusta. La galeria es tanca per dues estructures en tiges de fusta.
Observem a la façana petites tires de fusta arrebossades amb calç. El morter s'anomena "colandage". Sota la balconada hi ha una porta d'accés de doble fulla. El marc s'assenta sobre dues pedres. S'aprofita la biga que aguanta la balconada com a llinda de la porta.
El llosat de dues pales i vessant recta és cobert de pissarres, i en ell s'obre un petit colomer.
Adossada a la casa trobem una peça que serveix com a galliner, amb la façana de tires de fusta creuades. Aquesta peça té l'accés a través d'una porta de fusta i petites reixes.